# Attitude City (låt)
Attitude City är en låt av det amerikanska komedibandet Ninja Sex Party släppt som deras åttonde singel 24 juni 2014. Låten var också med på deras tredje studioalbum Attitude City släppt 17 juli 2015.